# Уест Мидландс (регион)
 Тази статия е за региона.  За графството вижте Уест Мидландс (графство).  
Уест Мидландс (на английски: West Midlands) е регион в западна Англия. Включва церемониалните графства Стафордшър, Уест Мидландс, Уорикшър, Устършър, Херефордшър и Шропшър.